# Siam Di Tella
Siam Di Tella es una empresa argentina de electrodomésticos, líder del segmento en la región.
La empresa nace con capitales nacionales fundada por Torcuato Di Tella en 1911. El negocio original de la compañía fue la fabricación de amasadoras mecánicas de pan. Posteriormente la producción se diversificó incorporando la fabricación de heladeras, lavarropas, cocinas, televisores, motonetas, furgonetas, automóviles y elementos para la industria privada y el sector público, como equipos de bombeo para petróleo, grandes transformadores eléctricos, caños de acero y generadores para locomotoras diésel-eléctricas. Para los años 1940, la empresa llegó a ser la industria metalmecánica más grande de América del Sur.
La empresa fue nacionalizada en 1972 y en 1986, durante el gobierno de Raúl Alfonsín, fue desmembrada y vendida por separado a tres grupos empresarios privados (Techint, Pérez Companc y Aurora), quebrando definitivamente en 1996.
El 30 de abril de 2014, se reinauguró la planta de Avellaneda, con una inversión de más de 35 millones de dólares.
Actualmente la empresa fabrica heladeras.[cita requerida]

## Historia

### Datos del fundador
Torcuato Di Tella nació en Capracotta, Italia, en 1892 y a los 13 años llegó a la Argentina. Pocos años después, en Buenos Aires se desarrolla una huelga de panaderos por las condiciones de trabajo y en 1910 la ciudad exige que todas las panaderías pongan una máquina de amasar pan, para evitar los conflictos sindicales. De ese modo, el Estado crea un mercado y el joven Di Tella, que por aquel entonces tenía 18 años, vio la oportunidad de aprovechar las perspectivas abiertas por la ordenanza municipal: el cumplimiento de la misma significaba que las panaderías de Buenos Aires necesitarían 700 máquinas. Di Tella, le preguntó a su amigo mecánico, Guido Allegrucci si podía fabricar una máquina amasadora de pan superior a las importadas y la respuesta de su compañero fue afirmativa. Así fue como ambos formaron una sociedad que, en 1911 y en plena etapa del modelo agroexportador argentino, patentó la primera máquina de amasar pan bautizada S.I.A.M. (Sociedad Industrial de Amasadoras Mecánicas). El modelo SIAM tenía algunos detalles mejorados respecto a las que había disponibles en el mercado mundial y las mismas se vendieron a un ritmo espectacular. El producto fue un éxito y al poco tiempo, Torcuato Di Tella asume el control total de la compañía.

### Décadas del 20 al 40

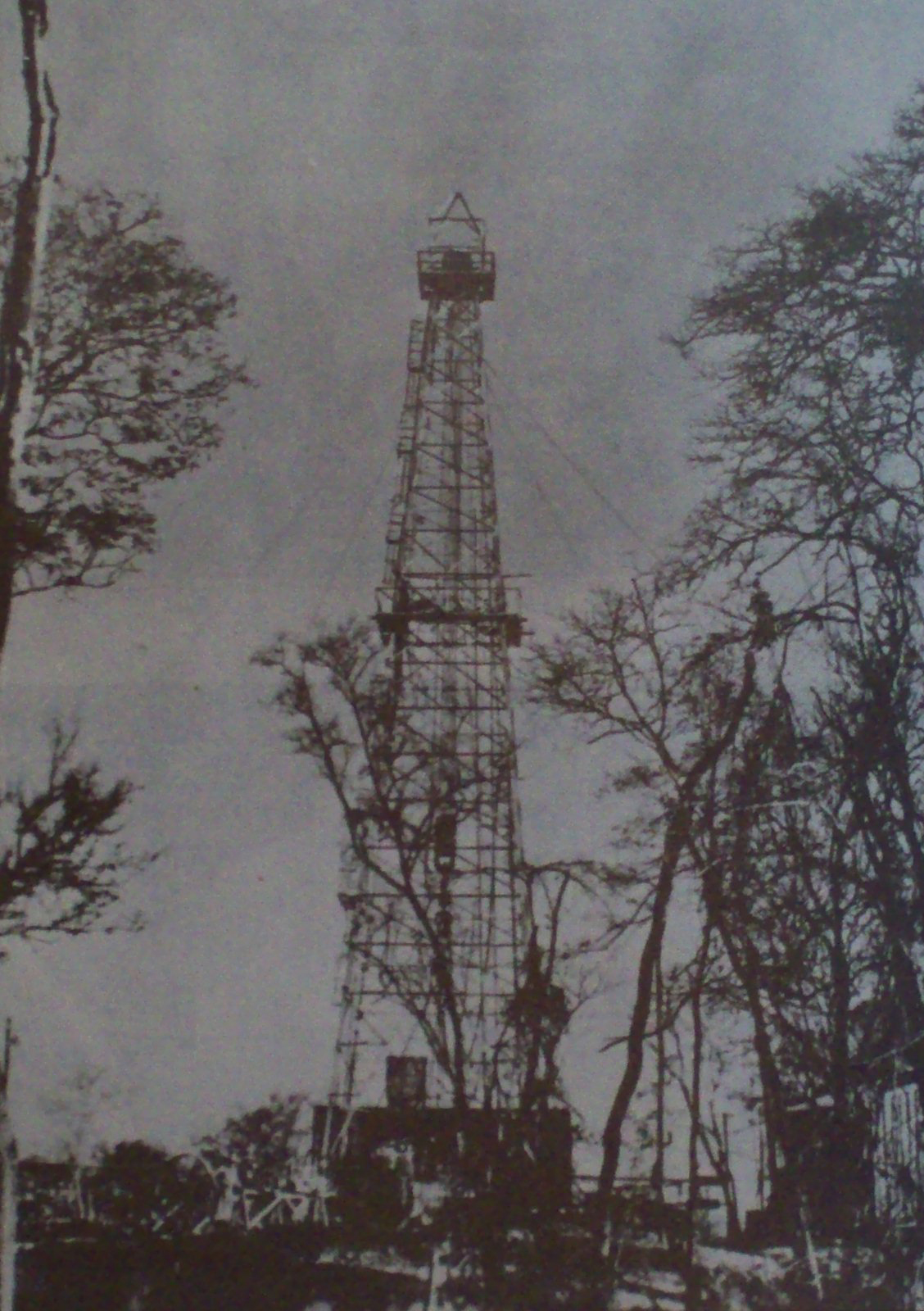
Pozo de petróleo en Campo Durán.
La estatal YPF, representó un bastión del nacionalismo económico durante los años ´20 y su actividad ayudó al despegue de industrias locales como la SIAM.

Para aquel entonces Di Tella ya demostraba ser un pionero que ambicionaba transformar a la Argentina rural en una nación industrializada y moderna, produciendo maquinarias e introduciendo conceptos novedosos para el país como la producción en serie y la organización científica del trabajo.
En 1922, ocurre un segundo fenómeno importante de características similares al de 1910 pero esta vez con perspectivas mucho mayores: el general Mosconi, flamante presidente de la empresa petrolera estatal YPF (Yacimientos Petrolíferos Fiscales), está decidido a impulsar la compañía y con este fin comienza a instalar estaciones de servicio en todo el país. Di Tella, amigo de Mosconi, le ofrece fabricar surtidores de combustible. El general, por su parte, acepta el ofrecimiento porque le interesa la idea de fomentar y sostener la industria nacional.[cita requerida]
La SIAM se expande a tal punto que, en 1928, Di Tella decide reunir la producción (dispersa en varios talleres) en una gran fábrica metalmecánica en Avellaneda. Así es que, en una Argentina básicamente agroexportadora, donde prácticamente todo se importaba, es fundada una empresa industrial, de tecnología relativamente avanzada para su época, que estaba creciendo a un ritmo acelerado apoyada en las compras del sector público.
Cuando la empresa vivía su mejor momento estalla la crisis del 29, y poco después, el Golpe de Estado de 1930, que derroca al gobierno radical de Hipólito Yrigoyen. Ante esta situación decide agudizar su ingenio y empieza a probar con distintas producciones para el mercado local que comenzaba a tomar importancia.
En 1932 se inicia la fabricación de heladeras comerciales y en 1933 se construyen los primeros motores eléctricos. Sin embargo, uno de los mayores íconos de la Siam va a surgir en 1935, cuando se logra introducir a nivel masivo el uso de un artículo de avanzada: la heladera familiar SIAM, un bien de confort que se tornó fundamental en las viviendas argentinas. La diferenciación técnica que ofrecía este producto le otorgó un gran prestigio.
En 1937 la empresa inicia la fabricación de equipos de bombeo de petróleo para YPF y más tarde, en 1941 se elaboran los primeros grandes transformadores. Mientras tanto, continúa la fabricación de diversos electrodomésticos para el hogar.

## Década del 40
En 1947 se fabrican las primeras bombas de motor sumergido con stator húmedo para pozos profundos y un año después se lanzan al mercado los primeros caños de acero soldados por resistencia eléctrica, calidad API, de hasta 323,9 mm de diámetro.
Por aquel entonces la SIAM era el grupo industrial más importante de América Latina. En 1948, Di Tella fallece a los 56 años, dejando un vacío en la dirección de aquel emporio de dimensiones fenomenales, símbolo de la modernización argentina.
Di Tella había llegado a ser miembro del Directorio de la Unión Industrial Argentina, representando al país en la Conferencia de la Organización Internacional del Trabajo, creando anteproyectos de legislación laboral y seguridad social, además de escribir libros y dar conferencias sobre el tema. Entre otras actividades también se había desempeñado como Profesor de Economía en la Universidad de Buenos Aires y había formado una colección de pintura de gran envergadura que actualmente enriquece el patrimonio del Museo Nacional de Bellas Artes.
Di Tella también es recordado por haber combatido en Europa junto a las fuerzas italianas durante la Primera Guerra Mundial, tras lo cual retornó a la Argentina, donde se destacó por su activa lucha contra el fascismo de Benito Mussolini.
Durante las décadas del 40 y 50 la compañía adquiere gran impulso, expandiéndose mayormente debido sus ventas en productos como las motonetas, ventiladores y otros electrodomésticos, que demandaba el mercado local. Su capacidad industrial le permitió iniciar en 1948 la producción de heladeras a un ritmo de 11 000 anuales, para alcanzar las 70 000 unidades diez años más tarde, llegando a ser la empresa latinoamericana más grande, con más de 9 mil empleados.

### El crecimiento de la empresa

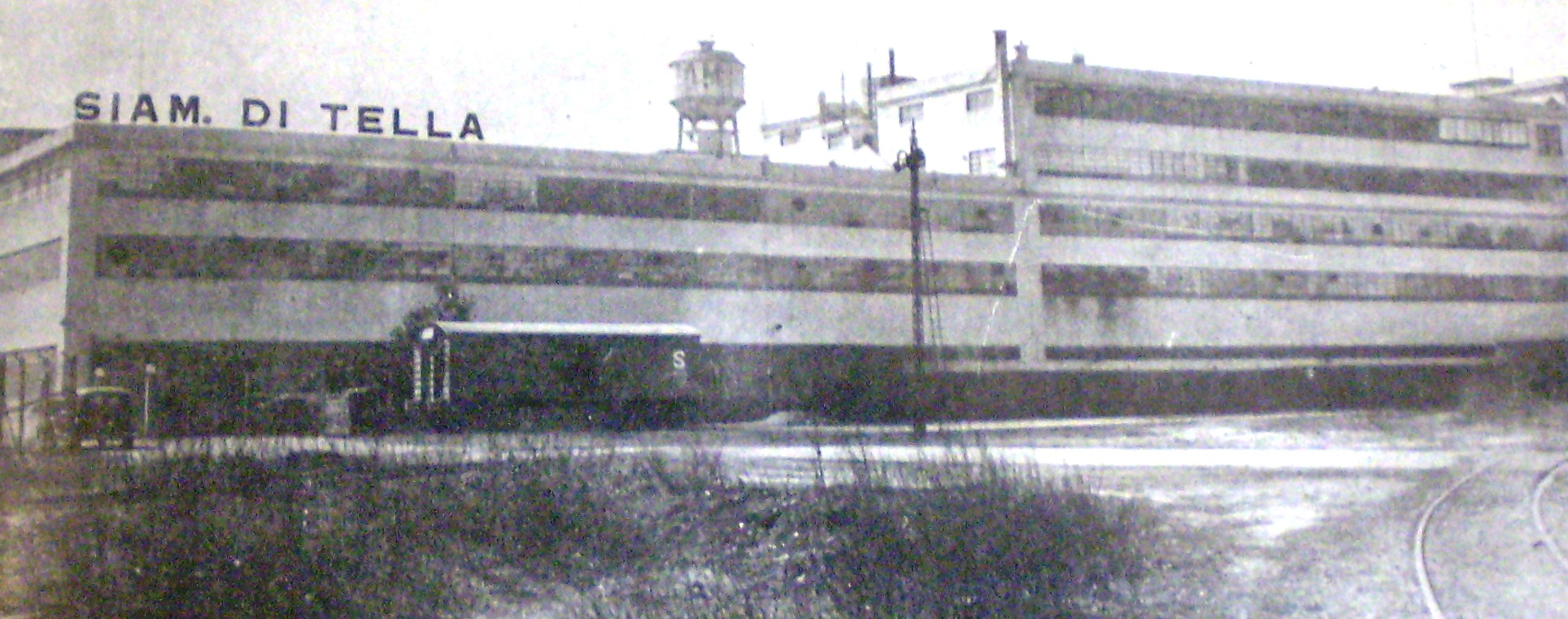
La Fábrica de Di Tella en Avellaneda.

La repentina muerte de Di Tella deja un hueco importante en la conducción de la compañía. Él había insistido a sus dos hijos, Guido y Torcuato, para que fueran ingenieros y se hicieran cargo de la fábrica. Finalmente los dos cumplieron el deseo de su padre: se recibieron de ingenieros y tras su deceso, tomaron el control de la SIAM, renombrándola como "Siam Di Tella". Mientras la empresa iniciaba su ocaso, el esfuerzo de los hermanos Di Tella se concentró principalmente en el desarrollo de la Fundación y del Instituto que llevaba el nombre de su padre, el cual se haría famoso en la década del '60 por su mecenazgo artístico y su estilo vanguardista.
Para aquel entonces, el contexto económico nacional seguía siendo favorable para la compañía y la SIAM ejecuta un acuerdo con una firma italiana, Lambretta, para fabricar motonetas, a las que decide llamar “Siambretta”, en honor a don Torcuato, que siempre había querido ser "el Ford argentino". En ese momento bastó que Siam anunciase que iba a fabricar la Siambretta, para que la gente se anotara en la lista de espera de las concesionarias pagándola por anticipado. Es decir, la gente se estaba anotando en las concesionarias, cuando Siam todavía no había empezado a instalar la fábrica. La empresa, como parte de su campaña publicitaria le regaló una motoneta al gobierno de Juan Domingo Perón, quien se mostró manejando su motoneta en una imagen que se hizo famosa.

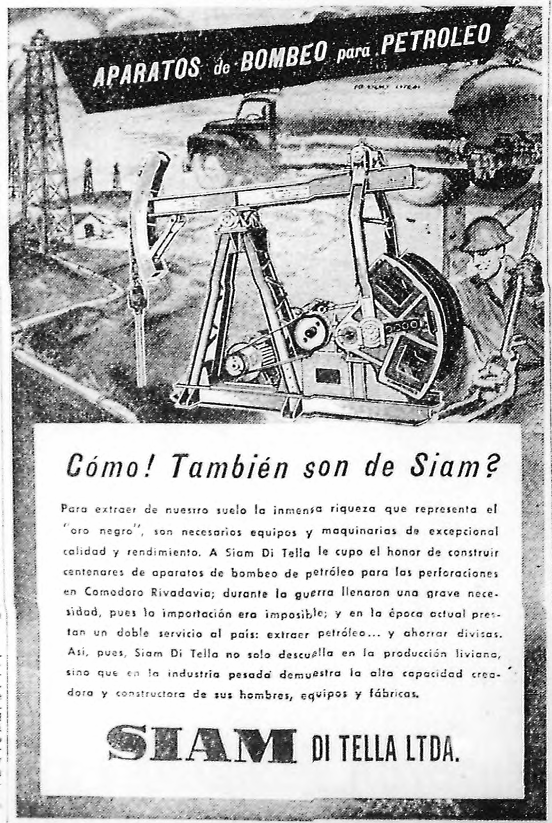
Publicidad de aparatos de bombeo para petróleo Siam Di Tella en el diario Crítica del 24 de julio de 1952

Durante la etapa 1945-1955 la empresa continuó creciendo y fabricando electrodomésticos tales como lavarropas, cocinas, televisores (en blanco y negro) y las ya famosas motonetas y furgonetas “Siambretta”. En este contexto, la Siam haría una de sus mayores apuestas, decidiéndose a fabricar autos con tecnología inglesa, lo cual era muy arriesgado porque debían competir con gigantes como la General Motors o Ford. SIAM llegó a tener 13 fábricas con más de 9000 trabajadores y 250 bienes producidos de diferente característica.
El automóvil producido se encuentra dotado con un motor de cuatro cilindros en línea, con cilindrada de 1489 cm³, lo que produce 56 hp (42 kW) a 4500 rpm. Tiene caja de cambios manual, con cuatro marchas delanteras y una atrás, en máxima velocidad puede alcanzar 117 km/h. En consumo de combustible: cada 10,3 km consume un litro. Su tanque de combustible tiene una capacidad de 46 litros (con el tanque lleno puede realizar 473,8 km).

#### Las locomotoras diésel

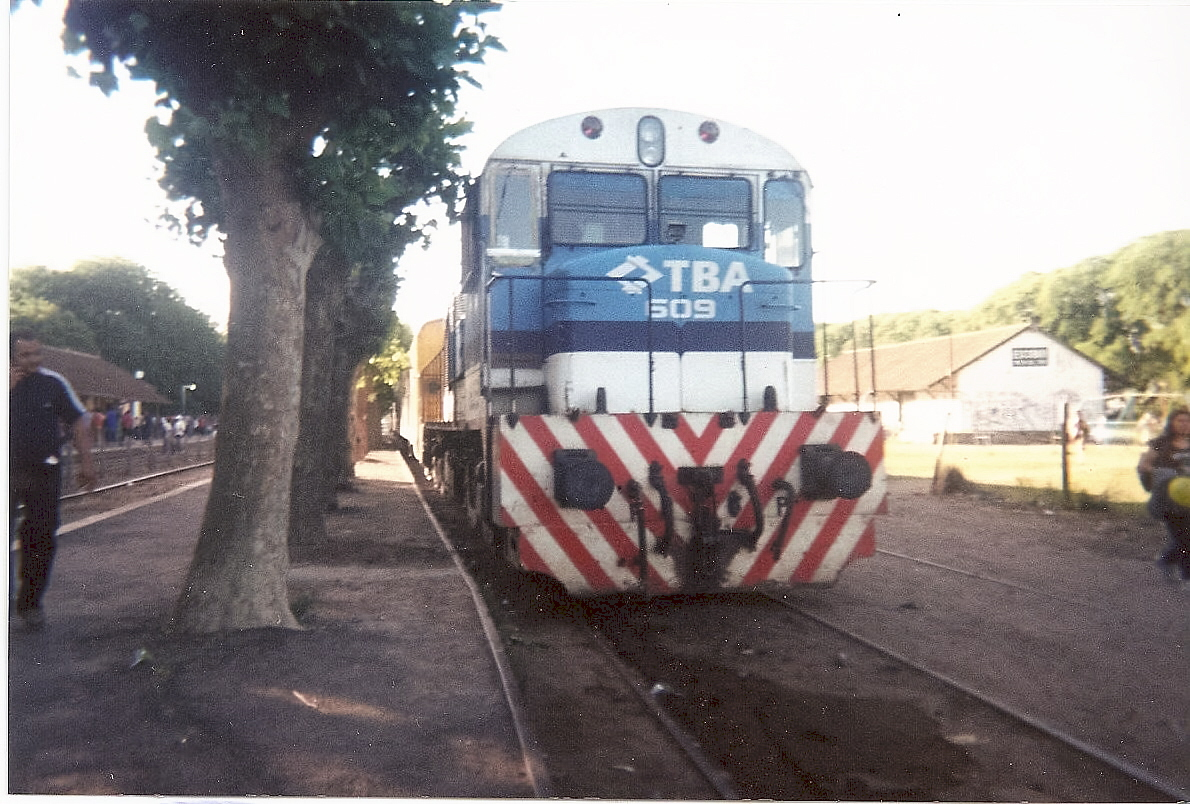
Locomotora serie "G.A.I.A.", construidas en el país en los años ´60. La Siam Di Tella estuvo a cargo de la fabricación de los generadores y motores de tracción.

Tras la nacionalización de los ferrocarriles británicos en 1948, el Estado Nacional impulsa la renovación de todo el material rodante, para ello en 1951, Siam presentó ante el público una nueva locomotora diésel eléctrica construida íntegramente en los Talleres Ferroviarios de Liniers por técnicos y obreros argentinos. La misma fue denominada popularmente como la “Justicialista”.

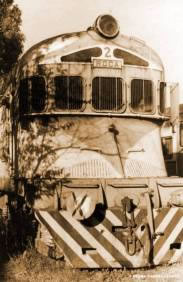
La CM2, renombrada Roca.

En 1952 debido al buen rendimiento que presentaba esta locomotora diésel-eléctrica nacional y ante la necesidad de encarar la fabricación en serie de este tipo de unidades el Estado crea FADEL (Fábrica Argentina de Locomotoras). La nueva entidad dependía de la E.N.T. (Empresa Nacional de Transporte), ocupaba a 100 obreros y sus instalaciones se hallaban en los Talleres de Liniers (F.N.D.F.S.). Se firmaron contratos de compra de motores diésel con las firmas italianas FIAT Societa per Azione y Cantieri Riuniti Dell Adriático, autorizados por las resoluciones N.º 891 y 938/52. Las autoridades de la Empresa Ferrocarriles del Estado Argentino (E.F.E.A), contratan con un consorcio integrado específicamente a este efecto la fabricación de 280 locomotoras diésel eléctricas para ubicar dichos motores, estableciéndose un alto porcentaje de componentes nacionales.
Este consorcio Ítalo-Argentino se denominó «Gruppo Aziende Italiane e Argentine» (G.A.I.A.) y fue integrado por varias empresas.
Por el lado de Italia estaban:
- Fiat (Motores Diesel)
- Breda (Carrocerías, motores de tracción y controles)
- O.M. (Carrocerías)
- Pistoiesi (Carrocerías)
- Ansaldo (Motores de tracción)
- Ercole Marelli (Proyecto y sección eléctrica)

Entre las empresas argentinas se encontraban:
- Fiat (Motores Diesel)
- SIAM Di Tella (generadores y motores de tracción)
- Cometarsa (Carrocerías y montaje motores)

El diseño general de los motores había sido realizado por técnicos argentinos y la intención original fue la de obtener un motor sencillo y robusto para ser adoptado como motor normalizado de los Ferrocarriles Argentinos.Las primeras ochenta unidades (al igual que los primeros ochenta motores) fueron íntegramente construidos en Italia, y las doscientas restantes en nuestro país entre 1964 y 1970, con mayoría de componentes nacionales.
Los avances en el terreno de la sobrealimentación de motores diésel hicieron posible que 130 locomotoras conservaran el motor original, mientras que las 150 restantes fueron dotadas de doble sobrealimentación, lo cual les otorgaba 300 HP más de potencia.
De las 130 unidades de sobrealimentación simple, denominadas 1.ª Serie, las líneas Mitre, Sarmiento, Roca y San Martín recibieron 66, 20, 20 y 24 unidades respectivamente entre los años 1963 y 70.
El proyecto de fabricar locomotoras en nuestro país ya estaba en marcha, se habían construido algunos chasis y carrocerías, cuando en septiembre de 1955, es derrocado el gobierno del Juan Domingo Perón y el trabajo se interrumpió. Durante la dictadura autotitulada Revolución Libertadora FADEL fue disuelta en 1956 y como remanente quedaron ochenta motores FIAT íntegramente construidos en Italia y un contrato para la construcción de otros doscientos similares en la planta Grandes Motores Diesel que FIAT poseía en Córdoba, que fueron entregados en 1958.

## Años 60
Mientras tanto las locomotoras con dos sobrealimentadores, denominadas de Segunda Serie, se entregaron entre 1962 y 1968 (numeradas 6201 al 6350)- También fueron las primeras en lucir los colores Bordo-Amarillo-Rojo carmín que luego identificaría a todas las locomotoras de Ferrocarriles Argentinos.Sin embargo, la inestabilidad política y económica del país provocan que el plan finalmente no se realice y la planta queda sobredimensionada. En ese momento también comienzan a aparecer los problemas de sobreinversión en proyectos que no logran el desarrollo esperado.[cita requerida]

### Siam Di Tella Automotores

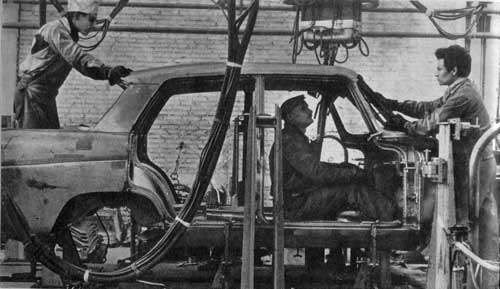
Ensamblaje de automóviles en la planta industrial de la Siam Di Tella.

En 1959, la integración de Siam Di Tella al Régimen de Promoción Automotriz, permite a la empresa producir bajo licencia modelos de la British Motor Corporation. Se crea entonces Siam Di Tella Automotores S.A.
El auto elegido para iniciar la producción local fue el Siam Di Tella 1500, que era la versión nacional del Riley 4 de la British Motor Corporation. Para la producción se acondicionó un local desocupado que la empresa poseía en la localidad bonaerense de Monte Chingolo. Las obras de acondicionamiento del complejo de 50.000 m² se iniciaron a fines de octubre de 1959 y luego de 126 días de intensa labor la planta se inaugura el 15 de marzo de 1960. Dos semanas más tarde, el 2 de abril sale el primer Di Tella 1500.
Avalado por una mecánica simple y confiable, el éxito del Siam 1500 fue notable y rápido. En pocos meses el 2 de septiembre de 1960 se fabrica la unidad n.º 1000. La producción era supervisada por técnicos ingleses de la BMC siendo el principal objetivo mejorar los tiempos de producción para satisfacer la creciente demanda que llega a 4.000 unidades en el primer año de producción. Al año siguiente las cifras se triplican.
En este contexto son lanzados nuevos modelos, la pick up Argenta y la versión rural del Di Tella 1500 denominada Traveller. A fines de 1961 el personal ocupado por la empresa ascendía a las 2.000 personas.Dentro de la planta de Monte Chingolo funcionaba la planta de fundición SIAF, donde se fundían las piezas de acero, hierro y no ferrosos incluyendo aluminio en coquilla. Otras plantas de la organización Siam proveían diversos componentes: por ejemplo, en la fábrica de Avellaneda se estampaban todos los elementos de la carrocería.
Para el servicio de post-venta la empresa poseía una Estación de Servicio Integral sobre la calle Oro en la Capital Federal. Allí funcionaba la Escuela de Capacitación Técnica donde se entrenaba a los mecánicos para efectuar el servicio técnico de las unidades producidas por Siam.

#### Siam Di Tella 1500

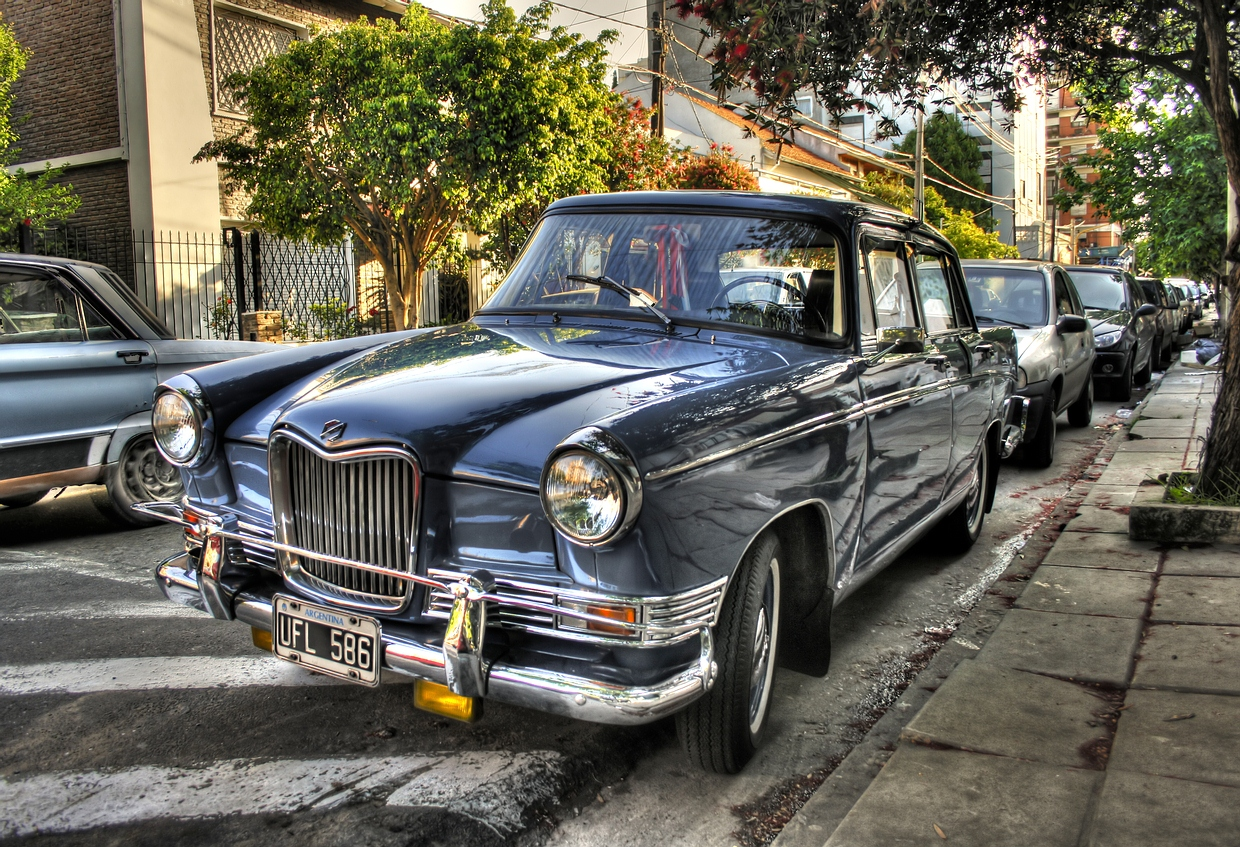
Un Siam di Tella 1500 de los años 1960

Era un sedán de 4 puertas con capacidad para cinco pasajeros. La British Motor Corporation fue de las primeras empresas en experimentar y producir carrocerías autoportantes. La del Siam respondía a esta concepción y fue especialmente diseñada por Pininfarina.
El auto tenía una disposición mecánica muy clásica, motor delantero de cuatro cilindros en línea refrigerado a agua y transmisión trasera con caja de cambios de cuatro marchas con la primera no sincronizada.
En poco tiempo este vehículo se convierte en un auto ideal para la familia de clase media y también para los taxistas ya que, de las primeras 14.500 unidades producidas, 3.870 fueron utilizadas como taxi.
Con la misma base mecánica, acompañaba al sedán la rural Traveller, de la cual se produjeron 1915 unidades. Su precio en 1962 era de $418.000 y la producción finalizó en 1966.

#### Pick Up Argenta
Fue la versión utilitaria de la línea. Era un vehículo versátil del tipo dual, es decir apto para cargas livianas y con el confort de un sedán. Estaba equipada con el mismo propulsor del Di Tella 1500 aunque su potencia era algo menor: 41 hp a 4100 rpm. La reforzada suspensión trasera era del tipo Hotchkiss, con ballestas longitudinales, amortiguadores hidráulicos y barra estabilizadora, que le permitía soportar una carga de 500 kg. La carrocería era autoportante con dos versiones de caja abierta o cerrada. La cabina ofrecía espacio suficiente para tres pasajeros. Se produjeron hasta 1966 11.133 unidades.

#### Siam Magnette 1622
El Magnette 1622 compartía su carrocería con el Di Tella 1500 aunque presentaba remozada con algunos retoques estéticos en el frontal y en las ópticas traseras muy similar al anglosajón MG Magnette Mark IV. El interior también ofrecía un nuevo tablero y nuevo diseño de asientos y tapizados. El Magnette 1622 dispuso un aumento de la cilindrada del motor que llegó a 1622 cm³, de ahí el nombre numérico, logrando, con una relación de compresión de 8.3:1 una potencia de 72 hp (55 kW) a 5.000 rpm.

#### Producción
* Nota: Incluye producción de CIDASA.

#### SIAM di Tella vehículos pesados
Junto a la producción automotriz y de scooters, la empresa firmó un convenio con Thornycroft y ACLO por el cual produjo camiones de origen inglés bajo licencia. Tres modelos fueron los elegidos, siendo el Thornycroft Trusty y el AEC Mogul y Majestic. La fabricación se mantuvo hasta mediados/fines de la década de 1960', siguiendo la tónica de la producción automotriz (como se explicó más arriba).

#### SIAM di Tella División electromecánica
A fines de la década de 1960, la sección Electromecánica de SIAM firma dos contratos, que a la postre, le permitirían producir maquinaria pesada en el país.
El primero, con la empresa estadounidense WABCO (Westinghouse Air Brake Company), para la producción de tres modelos de motoniveladoras WABCO en su planta de Monte Chingolo: éstas eran la 440, 444 y 660.
Este contrato estuvo vigente hasta mediados de la década de 1980, donde a partir de 1984, la SADE (Sociedad Argentina de Electrificación) se hizo cargo de la producción de las motoniveladoras 130H y 160H bajo la marca SIAM SADE, hasta la década de 1990.
El segundo fue con la International Harvester, para la producción del cargador frontal IH Payloader H60B, el cual se extendió hasta fines de la década de 1970.

## Década de 1960

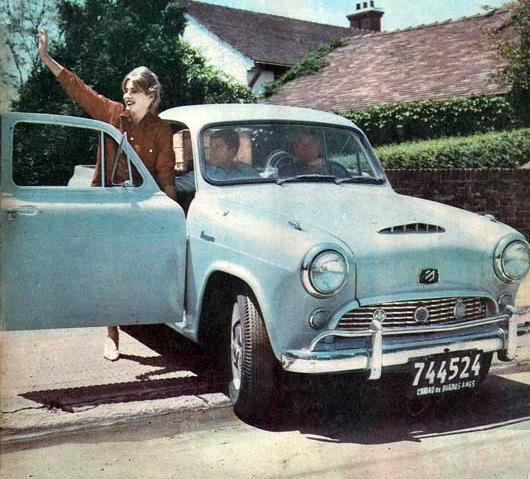
Propaganda de la Pick-Up Siam di Tella Argenta, en 1962.

El desarrollo de la empresa, alentado por políticas proteccionistas en el marco de una considerable expansión del mercado interno, se mantiene hasta 1970. En sus mejores épocas la Siam Di Tella llega a contar con 13 plantas industriales, 9.000 trabajadores y 250 artículos de fabricación nacional para la industria y el hogar. Además la empresa poseía negocios en Chile, Brasil y Uruguay, así como en Nueva York y Londres. Las principales plantas eran las de San Justo, Avellaneda y Tierra del Fuego.
Mientras tanto, los autos de la Siam son muy bien recibidos por el mercado argentino, sin embargo, cada cambio de modelo requería una gran inversión de capital. En 1963 la empresa fabrica los primeros caños de acero soldados interna y externamente por arco sumergido, calidad API, de hasta 1.066,8 mm de diámetro. Tres años después comienza la fabricación del transformador de mayor potencia producido hasta esa fecha en el país: 40.000 kVA y 132.000 V.

### Empobrecimiento y ruina de la empresa
A pesar de lo exigido por el Régimen, las unidades poseían un bajo índice de integración nacional y la empresa se vio en dificultades financieras para poder incrementar el porcentaje de acuerdo a lo que establecía la legislación vigente, como consecuencia debió reducir drásticamente sus niveles de producción. Esto complicaba los planes de actualización de los modelos en producción y el lanzamiento de otros nuevos. 
Se analizaron numerosas alternativas y finalmente en marzo de 1965 se firma un acuerdo con IKA (Industrias Kaiser Argentina) de complementación industrial en los rubros de fundición, herramental y matricería. Meses más tarde, en septiembre de 1965, IKA adquiere el 65% del paquete accionario de Siam Di Tella Automotores. Ese mismo año se lanza el Magnette 1622.
Sin embargo, a pesar del aporte de IKA, las dificultades financieras continuaron y en enero de 1966 la empresa solicitó la primera convocatoria de acreedores. A partir de marzo de 1966 se retira la denominación Siam de toda la línea de producción, por lo que el "Di Tella 1500" y la pick up "Argenta" pasan a denominarse "Riley", mientras que la "Rural" se transforma en la "Morris Traveller" y el "Magnette 1622" simplemente se convierte en el "MG". Estos cambios en los nombres son acompañados por modificaciones en la estética de las carrocerías. También la empresa cambia su denominación de "Siam Di Tella Automotores S.A." por la de "Compañía Industrial de Automotores S.A." (CIDASA).
A comienzos de 1967 y a pesar de los esfuerzos y cambios realizados, la suerte de la empresa estaba echada, las dificultades financieras continuaban y los proveedores debían aceptar vehículos como parte de pago. En marzo se producen las últimas unidades: 5 Morris Traveller. El personal de la empresa es suspendido por un mes, pero finalmente nunca es reincorporado. De esta manera finalizaba la última aventura industrial de la compañía.

### Resurgimiento
En 1969 la Siam lanza al mercado las primeras heladeras con humidificación controlada y producida por la descongelación cíclica de la pared posterior del refrigerador, aislación de espuma de poliuretano "in situ" y gabinete, construido con perfiles plásticos con alma de acero. Ese mismo año también se exporta cañería, calidad API, para el Gasoducto Santa Cruz-Yacuiba (Bolivia) y se fabrica el autotransformador de mayor potencia y tensión producido hasta esa fecha en el país: 150.000 kVA y 220.000 V.
En 1970 se exporta por primera vez heladeras de absorción a países africanos. Un año después se exportan las primeras motoniveladoras con destino a Veracruz, México y se entrega el primer turbogenerador para turbinas de gas de 22.000 kVA, 13,2 kV, 3.000 v/m, que constituyó, asimismo, el generador de mayor potencia unitaria construido hasta ese momento.
Gracias a las políticas de industrialización, varias firmas extranjeras se encuentran radicadas en el país produciendo electrodomésticos y otros tantos productos, por lo que la Siam debe competir con otras empresas en casi todos los rubros. 
Como la Siam no logra recuperar su capacidad económica, los dueños comienzan a darle al Banco Nacional de Desarrollo acciones de la empresa a cambio del pago de los créditos. En 1972, el Estado finalmente se termina convirtiendo en el dueño de la Siam Di Tella y la declara “empresa de interés nacional”.[cita requerida]

## Dirección estatal
Bajo la nueva dirección estatal Siam fabrica los primeros equipos de absorción a gas y eléctricos para tráileres (1972), exporta por primera vez heladeras de absorción a EE. UU. (1973) y fabrica las primeras heladeras de absorción a gas y eléctricas para tráileres (1975).
Sin embargo, a partir de 1976 la actitud del Estado cambia completamente. En 1977 la Siam fabrica el primer transformador de 300.000 kVA y 220.000 V., continuando con el desarrollo y producción de transformadores de gran poder. El nuevo interventor de la empresa decide conservar su estructura, preservando los cuadros gerenciales y manteniendo la producción de los artículos.
En ese momento se presenta una gran oportunidad para reflotar el negocio, ya que Siam podía fabricar los caños para el proyectado gasoducto Centro-Oeste. Para el ministro de economía Martínez de Hoz, la Siam es una carga y se inician los primeros intentos de desmembrar a la empresa para su posterior venta. Sin embargo, la empresa que se hace cargo de la construcción decide importar los caños, lo cual fue lapidario para Siam. Si bien la intención del Estado era vender la empresa, esto era cada vez más difícil porque la misma ya acumulaba un enorme deterioro funcional, tenía un déficit financiero gigantesco y una capacidad productiva que en gran parte se hallaba ociosa.

### Reparación y venta

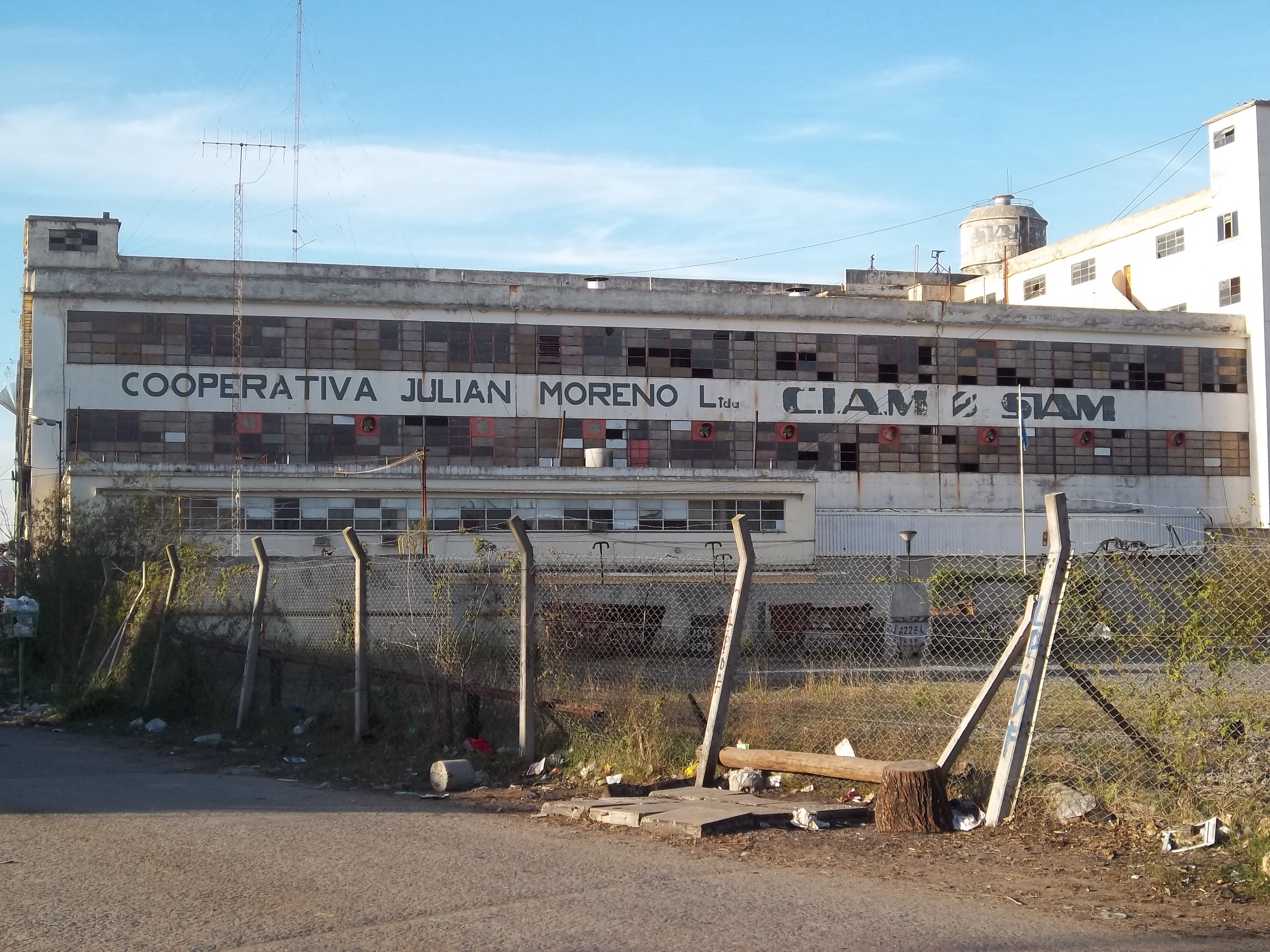
Frente de la exfábrica SIAM en Avellaneda, ocupada desde 1997 por la cooperativa CIAM.

La empresa resiste la crisis de comienzos de los ochenta, hasta la llegada del nuevo gobierno democrático. En el marco de la restauración que encabeza el gobierno, Raúl Alfonsín re-impulsa la privatización de la Siam. Como resultado de una licitación pública, la empresa es vendida en 1986 a tres grupos: Techint compra la planta de tubos SIAT, Pérez Companc adquiere la fábrica de San Justo y Aurora se lleva la parte más importante que incluía la planta de Avellaneda y las instalaciones de Tierra del Fuego. 
Aurora Grundig, principal heredera de la ex-Siam, se destaca por la fabricación de heladeras, lavarropas, planchas, cocinas, ventiladores, estufas, surtidores y bombas de petróleo, aprovechando oportunidades comerciales brindadas por la flamante constitución del Mercosur.
Sin embargo la tranquilidad económica dura poco y la crisis se acentúa año tras año. Finalmente vendría la hiperinflación y el régimen de Convertibilidad como reacción inmediata, afectando de lleno a toda la industria nacional. En estas nuevas condiciones, empresas tan golpeadas por años de inestabilidad política y económica ya no podían competir y casi todas las ex fábricas de la Siam van desapareciendo. La gran planta de maquinaria pesada para equipo eléctrico cerró sus puertas definitivamente, mientras que otras plantas también fueron cerradas y loteadas.
Más tarde, por problemas de sucesión, ante la muerte de los fundadores, la empresa Aurora Grundig sufre un proceso de vaciamiento similar al que había sufrido SIAM cuando estaba bajo el control de la familia Di Tella.
Hacia fines de 1995, la firma Aurora Grundig abandona progresivamente sus compromisos comerciales ante clientes y proveedores y acumula una deuda de 180 millones de pesos que la lleva a paralizar la producción y a dejar de pagar el salario a sus 650 trabajadores. Ante esa situación, en marzo de 1996, la respuesta gremial de los trabajadores afiliados al sindicato de la Unión Obrera Metalúrgica es la ocupación de la fábrica, planteando la necesidad de custodiar los bienes de la empresa e involucrar en dicha acción a los cuadros gerenciales.
Los directivos de Aurora deciden el despido de los activistas. La empresa se presenta en convocatoria de acreedores y el conflicto es conducido por dos miembros de la comisión interna del sindicato, que eran delegados en la planta.
La decisión de constituirse en cooperativa de trabajo es consensuada en asamblea del mes de noviembre de 1996. Finalmente los trabajadores establecen un pre-acuerdo con los dueños de la empresa Aurora para alquilarles la fábrica y utilizar la marca SIAM durante 5 años a cambio del 5% de la facturación. Así es que en mayo de 1997 se matricula la Cooperativa CIAM con el objetivo principal de volver a fabricar las prestigiosas heladeras que habían sido un ícono de la industria nacional.

### Actualidad
En 2014 se reinauguró la planta de heladeras de la empresa en Avellaneda, adquirida por la firma Newsan. La recuperación de la fábrica contó con una inversión de 35 millones de dólares. De esta forma la fábrica que supo ser icono de la industria argentina comenzó su nueva etapa.
La tradicional fábrica Siam, alcanzó en 2014 una producción de 75.000 heladeras, y proyecta para 2015 fabricar 120.000 unidades, lo que significará un crecimiento de 60% interanual. La dotación actual es de 350 trabajadores, pero con la implementación de los proyectos de nuevas líneas de producción de electrodomésticos, la idea contempla que se amplíen hasta 1000 trabajadores.

## Ubicación
La fábrica SIAM está ubicada en Cnel. Moliendo 1600, C1437 Piñeyro, Provincia de Buenos Aires

## Curiosidades

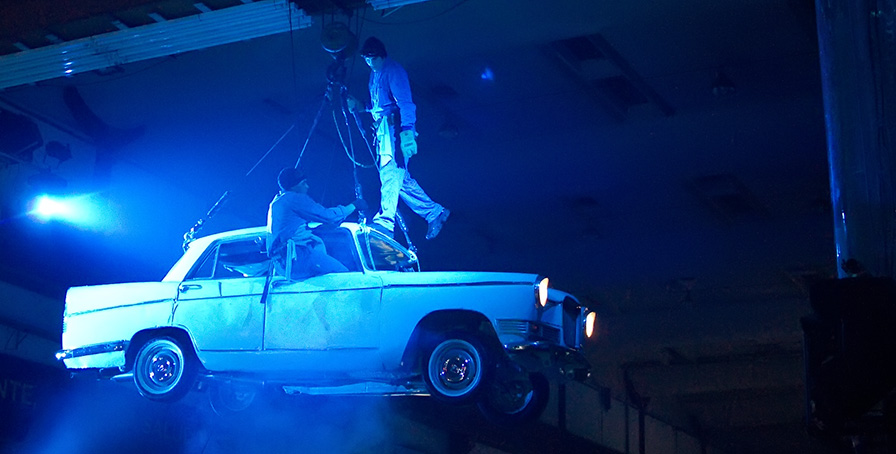
El Siam Di Tella 1500 en la puesta escenográfica de Fuerzabruta representando a la Argentina industrial.

A inicios de la década de 1960, Siam Di Tella se preparaba a lanzar una línea de productos con la marca "Mansfield". Para la campaña publicitaria contrató al entonces joven caricaturista Joaquín Lavado, "Quino", quien ideó una tira cómica con personajes cuyos nombres comenzasen con M. Así nació Mafalda, que hoy en día es conocida y recordada en todo el mundo. Si bien la línea "Mansfield" jamás llegó a salir a la venta al público, algunos se han fabricado y aún existen algunos electrodomésticos de dicha marca que fueron adquiridos por empleados de la firma.

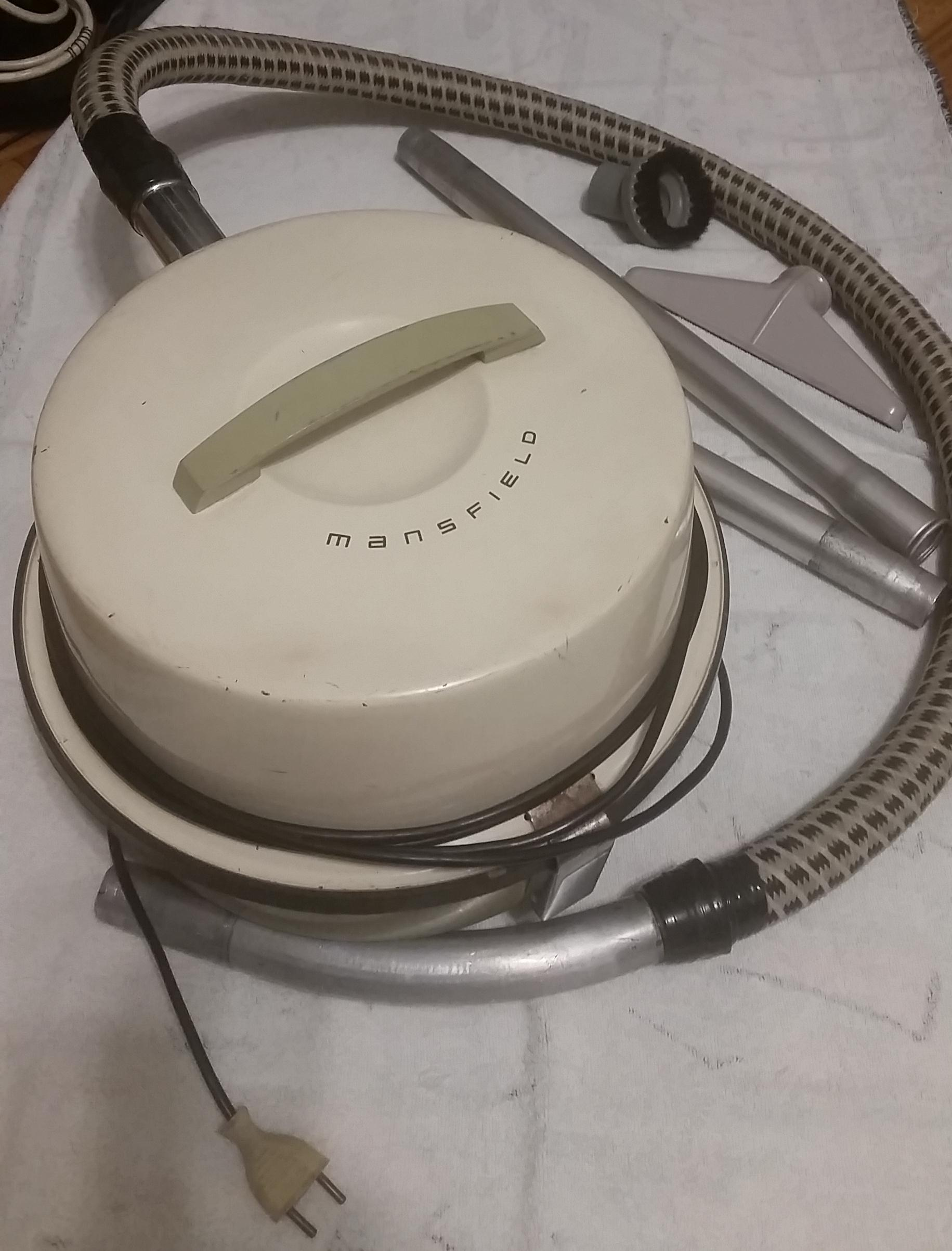
Aspiradora "Mansfield" hecha por SIAM Argentina, circa 1965, aún en funcionamiento.

## Instituto Di Tella
En 1958, los hijos de Di Tella, Guido y Torcuato, influenciados por la vocación filantrópica y la concepción humanista de don Torcuato crean la Fundación Torcuato Di Tella y el Instituto, de igual nombre, en homenaje a la memoria de su padre.
El Instituto fue creado el 22 de julio con la misión de “promover el estudio y la investigación de alto nivel, en cuanto atañe al desarrollo científico, cultural y artístico del país; sin perder de vista el contexto latinoamericano donde está ubicada Argentina”. Financiado por la Fundación y el apoyo de organismos nacionales y extranjeros, la entidad cristalizaba sus actividades a través de diez centros de investigación especializados en distintas temáticas, tales como: artes, economía, ciencias sociales y urbanismo.
“El Di Tella” se constituyó en un hito cultural, en un centro de diseminación e investigación de ideas de avanzada, en un ambiente genuinamente plural. Contribuyó a la formación de varias generaciones de artistas, profesionales y académicos de destacada actuación nacional e internacional, tales como: Marta Minujin y León Ferrari (arte), Gerardo Gandini y Les Luthiers (música), Antonio Seguí (pintura), Tulio Halperin Donghi y Ezequiel Gallo (historia), Héctor Diéguez y Rolf Mantel (economía), Clorindo Testa (arquitectura), Natalio Botana (ciencia política) y Juan Carlos Torre (sociología), entre otros.
Fue un semillero de talentos y sus exintegrantes son conocidos como la «Generación del Di Tella», entre los que participaron se destacan Antonio Berni, Leopoldo Maler, Líbero Badíi, Luis Fernando Benedit, Delia Cancela, Jorge de la Vega, Ernesto Deira, Rómulo Macció, Luis Felipe Noé, Gyula Kosice, Julio Le Parc, Rogelio Polesello, etc.
En un contexto política y culturalmente sofocado, al Di Tella le llovieron las más extravagantes formas de censura.  Finalmente, por diversos motivos, para fines de los ´60 se dificultó la continuidad del Instituto. No obstante, el Di Tella mantuvo su independencia intelectual y continuó produciendo conocimiento, a través de los centros de investigación en economía y ciencias sociales.
La Universidad Torcuato Di Tella (UTDT) es una universidad privada argentina, fundada en 1991 por el Instituto y la Fundación Torcuato Di Tella en el Barrio de Belgrano de la Ciudad de Buenos Aires. En la actualidad, esta Universidad dicta ocho carreras de grado, 30 programas de posgrado y programas para graduados en las artes y las ciencias.
Guido Di Tella por su parte, gracias a sus contactos, lograría incursionar posteriormente en política hasta convertirse en Ministro de Relaciones Exteriores del gobierno de Carlos Menem, siendo el Canciller que más tiempo duro en su cargo en la historia argentina (1991-1999).
Años después, la compañía teatral llamada "Fuerza Bruta", armó un desfile con motivos alegóricos a cada etapa de la historia argentina para los festejos del Bicentenario de la Revolución de Mayo (25 de mayo de 2010). Una de las puestas escenográficas correspondía al período industrial del país, donde los motivos elegidos fueron las clásicas heladeras SIAM y el famoso Di Tella 1500, ya que ambos productos representaban íconos inconfundibles de la era industrial argentina.